# Schizoaffektivt syndrom
Schizoaffektivt syndrom är en psykiatrisk diagnos för en grupp psykiska störningar, som uppvisar drag av såväl schizofreni som affektiv störning och vilka uppkommer episodiskt. Störningarna kan vara mer maniska eller depressiva beroende på typ. Schizoaffektivt syndrom karakteriseras av maniska episoder eller upprepade depressioner kombinerat med psykotiska episoder utan depression eller mani. Psykotiska symtom inkluderar hallucinationer, vanföreställningar och desorganiserat tal. Vanligen ses schizoaffektivt syndrom som ett schizofreniliknande tillstånd. 
Schizoaffektivt syndrom kan sägas inkludera symtom från både schizofreni och bipolär sjukdom; affektiva symtom vid schizoaffektivt syndrom kan dock vara begränsade till upprepade depressioner medan bipolär sjukdom alltid inkluderar uppvarvningstillstånd i form av mani eller hypomani. Funktionsnivån hos personer med schizoaffektivt syndrom är i genomsnitt vanligen högre jämfört med personer med schizofreni men lägre jämfört med personer som har bipolär sjukdom.

## Historia
I anslutning till att psykiatrin fick ett begrepp för schizofreni under tidigt 1900-tal, skapade Jakob Kasanin diagnosen schizoaffektivt syndrom år 1933 för patienter som både hade symtom på schizofreni och affektiva störningar. Sedan dess har det funnits fem konkurrerande synsätt på diagnosen:
1. Det är en form av schizofreni.
2. Det är en form av affektiv störning.
3. Det är en blandning av schizofreni och affektiv störning.
4. Det är en form av enhetspsykos (en teori om att alla psykoser är varianter av samma sinnessjukdom).
5. Det är en egen form av sjukdom.

Eftersom det förefaller finnas genetiska samband mellan schizofreni och schizoaffektivt syndrom (de uppträder ofta i samma familj), är det vanligare att betrakta tillståndet som en del av schizofrenispektrum än som en form av affektiv störning.

## Symtom och diagnoser
Både schizofreni och affektiva störningar kan ha samsjuklighet med andra psykiska störningar. Diagnosen schizoaffektivt syndrom ställs dock om någon har båda dessa diagnoser samtidigt, vid samma episoder, samma dagar. Episoderna av psykoser kan uppkomma en gång i livet för att aldrig återkomma, eller uppträda i skov med friska perioder däremellan. En person med schizoaffektivt syndrom har alltså dels schizofrenins nedsättning i de kognitiva processerna, dels de affektiva störningarnas humörsvängningar.
Det finns huvudsakligen två varianter schizoaffektiva syndrom, beroende på vilken affektiv störning som den bär drag av:
- Schizoaffektivt syndrom, manisk typ
- Schizoaffektivt syndrom, depressiv typ

ICD-10 räknar också blandningar av dessa former som en diagnos, liksom ospecificerad typ.

### Manisk typ
Under sjuka episoder av den maniska typen av schizoaffektiva syndrom har personen förutom schizofrenins psykotiska symtom, även eufori, samtidigt som personen kan pendla snabbt mellan att vara lättirriterad eller aggressiv och upphetsad eller lycklig. Manin yttrar sig i att personen är outtröttlig och hyperaktiv i de fixa idéer som psykosen kretsar omkring, till exempel storhetsvansinne. Den uppträder ofta som en akut psykos, och har som sådan mycket god prognos för fullt tillfrisknande, men under psykosen är personens beteende mycket avvikande.

### Depressiv typ
Den depressiva typen av schizoaffektivt syndrom kännetecknas av att samtidigt som personen har tecken på schizofreni (och dess psykotiska symtom) är deprimerad, självmordsbenägen och upplever hopplöshet.

## Sjukdomsorsaker
Trots att orsakerna bakom schizoaffektivt syndrom är okända, misstänks det att det är en olikartad grupp patienter som uppfyller denna diagnos, några med avvikande former av schizofreni och några med mycket allvarliga former av affektiva störningar.
Det finns många olika gener som kan bidra till en genetisk risk att få sjukdomen. Man tror att många olika biologiska och miljömässiga faktorer interagerar med en persons gener på sätt som kan öka eller minska risken för att sjukdomen bryter ut. Störningar inom schizofrenispektrumet (varav schizoaffektiv sjukdom är en del) har marginellt sammansatts med en hög ålder på fadern vid konceptionsögonblicket, vilket anses vara en vanlig orsak till mutationer.

### Neuroendokrinologi
Vissa Neuroendokrina studier har visat att omedicinerade personer med schizoaffektivt syndrom av manisk typ har mycket högre plasmavärden av kortisol och lägre värden TSH, än personer med schizofreni eller affektiva psykoser, och lägre värden prolaktin än personer med affektiva psykoser. Detta är dock inte allmänt accepterat.

## Förekomst
Uppskattningarna av sjukdomens förekomst varierar avsevärt, men schizoaffektiva maniska patienter uppskattas till 3-5 % av intagningarna på psykiatriska vårdavdelningar.[källa behövs] Vid en tidpunkt trodde man att schizoaffektivt syndrom innebar en ökad risk för humörsvängninar hos närstående.[källa behövs] Detta kan ha berott på det antal patienter med psykotiska humörsvängningar som ingick i en studie av schizoaffektiva patienter. De nuvarande diagnoskriterierna visar på en grupp patienter med varierande uppsättning gener.

## Behandling
Behandlingen av schizoaffektiv sjukdom består av en kombination av medicinering och terapi.
En vanlig typ av grundmedicinering för att minska antalet psykoser är antipsykotiska läkemedel. Det kan även vara aktuellt att tilläggsbehandla med stämningsstabiliserande läkemedel, såsom litium, valproat eller lamotrigin.